# Conus californicus
Conus californicus är en snäckart som beskrevs av Hinds 1844. Conus californicus ingår i släktet Conus och familjen kägelsnäckor. Inga underarter finns listade i Catalogue of Life.

## Bildgalleri

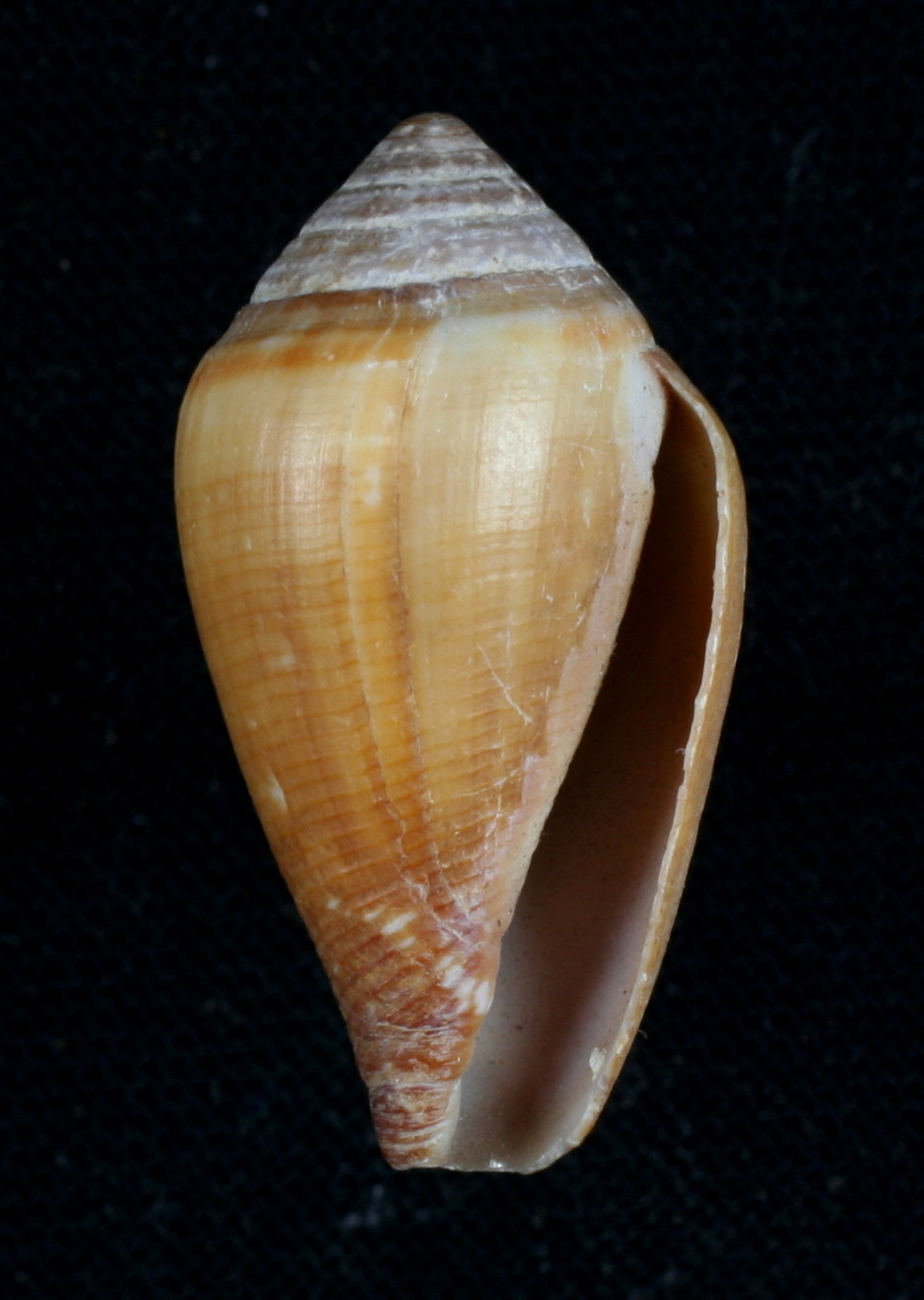
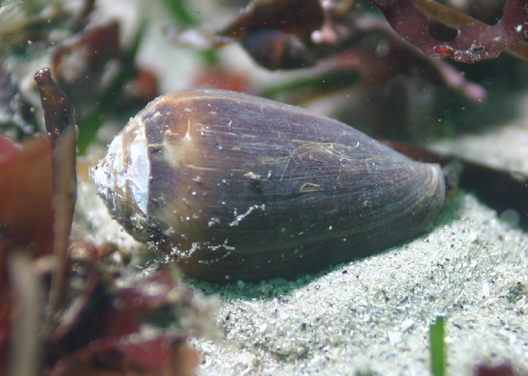
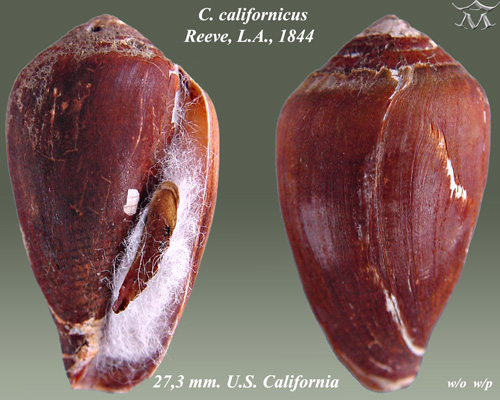
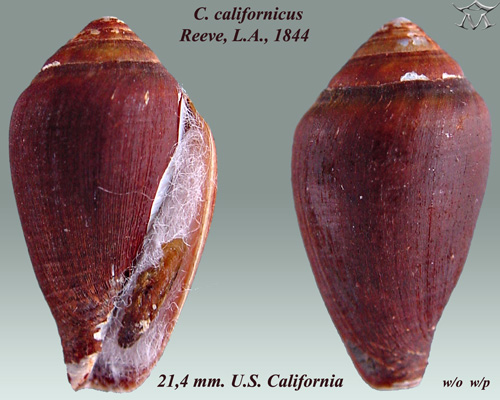
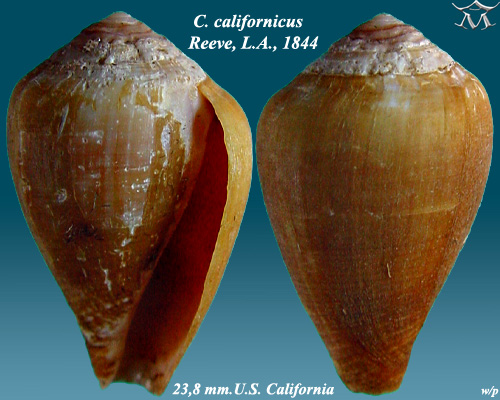